# José Seves
José Seves Sepúlveda (Santiago de Chile, 20 de junio de 1948) es un músico chileno, compositor, cantante y multiinstrumentista, integrante de Inti-Illimani durante casi treinta años, y posteriormente de Inti-Illimani Histórico. También ha lanzado álbumes como solista.
Poco después de ingresar a Inti-Illimani, vivió con los demás integrantes el exilio en Italia, tras el golpe de Estado en Chile de 1973, que dio inicio a la dictadura militar de Augusto Pinochet. Allí se convirtió en uno de los pilares de la banda, hasta dejarla en 1998.
En 2004 volvió a reunirse junto a otros miembros históricos de la banda, Horacio Salinas y Horacio Durán, junto a Jorge Ball y otros músicos más jóvenes para formar Inti-Illimani Histórico.

## Discografía

### Como solista
- 1970 - Anita y José (con Anita Pradenas)
- 1999 - Hata, cantos de aldea (EMI Odeon)
- 2002 - Canto remolino (Fondart)

#### Colectivos
- 2000 - ¿Conosci Victor Jara? (Edición extranjera)
- 2005 - Allende: El sueño existe (DVD, Alerce)
- 2015 - La libertad del silencio (independiente)